# 상주 금흔리 이부곡토성
상주 금흔리 이부곡토성(尙州 衾欣里 吏部谷土城)은 대한민국 경상북도 상주시 사벌국면 금흔리에 있는 삼한시대의 토성이다. 1998년 4월 13일 경상북도의 기념물 제127호로 지정되었다.

## 개요
경상북도 상주시 사벌면 금흔리에 있는 이 성은 흙으로 쌓은 산성으로, 내부에 넓은 계곡을 포용하고 계곡을 둘러싼 주위의 능선을 따라 성벽을 쌓은 포곡식 산성 형태를 띠고 있다.
사벌면의 들판을 U자형으로 둘러싸고 있는 능선 가운데 있으며, 성의 안과 밖에서는 청동기 말기, 초기철기시대의 유물과 원삼국시대의 유물이 발견되고 있다.

## 참고 문헌
- 상주금흔리이부곡토성 - 국가유산청 국가유산포털